# Bahnstrecke Eindhoven–Weert
| Streckenverlauf in Heeze (2013) |                      |                       |                       |
| |                      |                       |                       |
| Streckenlänge: | 30,0 km              |                       |                       |
| Spurweite: | 1435 mm (Normalspur) |                       |                       |
| Stromsystem: | 1500 V =             |                       |                       |
| Streckengeschwindigkeit: | 140 km/h             |                       |                       |
| |                      |                       |                       |
| \| \| \| von Breda \| \| \| \| \| von Winterslag \| \| \| \| 0,000 \| Eindhoven Centraal \| Eindhoven Centraal \| \| \| \| nach Venlo \| \| \| \| 2,000 \| Tongelre (bis 1935) \| Tongelre (bis 1935) \| \| \| 6,127 \| Geldrop \| Geldrop \| \| \| \| A67 \| \| \| \| \| nach Winterslag \| \| \| \| 10,300 \| Heeze (seit 1977) \| Heeze (seit 1977) \| \| \| 11,585 \| Heeze (bis 1977) \| Heeze (bis 1977) \| \| \| 14,462 \| Sterksel (bis 1938) \| Sterksel (bis 1938) \| \| \| 18,890 \| Maarheeze (bis 1938) \| Maarheeze (bis 1938) \| \| \| 20,100 \| Maarheeze (seit 2010) \| Maarheeze (seit 2010) \| \| \| \| A2 \| \| \| \| \| \| \| \| \| \| von Budel \| \| \| \| \| Zuid-Willemsvaart \| \| \| \| \| \| \| \| \| 30,000 \| Weert \| Weert \| \| \| \| nach Roermond \| \| |                      |                       |                       |
| Strecke |                      | von Breda             | von Breda             |
| Abzweig geradeaus und ehemals von rechts |                      | von Winterslag        | von Winterslag        |
| Bahnhof | 0,000                | Eindhoven Centraal    | Eindhoven Centraal    |
| Abzweig geradeaus und nach links |                      | nach Venlo            | nach Venlo            |
| ehemaliger Haltepunkt / Haltestelle | 2,000                | Tongelre (bis 1935)   | Tongelre (bis 1935)   |
| Bahnhof | 6,127                | Geldrop               | Geldrop               |
| Strecke mit Straßenbrücke |                      | A67                   | A67                   |
| Abzweig geradeaus und ehemals nach rechts |                      | nach Winterslag       | nach Winterslag       |
| Bahnhof | 10,300               | Heeze (seit 1977)     | Heeze (seit 1977)     |
| Dienststation / Betriebs- oder Güterbahnhof | 11,585               | Heeze (bis 1977)      | Heeze (bis 1977)      |
| ehemaliger Haltepunkt / Haltestelle | 14,462               | Sterksel (bis 1938)   | Sterksel (bis 1938)   |
| ehemaliger Haltepunkt / Haltestelle | 18,890               | Maarheeze (bis 1938)  | Maarheeze (bis 1938)  |
| Bahnhof | 20,100               | Maarheeze (seit 2010) | Maarheeze (seit 2010) |
| Strecke mit Straßenbrücke |                      | A2                    | A2                    |
| Verschwenkung von rechts |                      |                       |                       |
| Abzweig quer und ehemals von rechts · Abzweig geradeaus und von rechts |                      | von Budel             | von Budel             |
| Brücke über Wasserlauf (Strecke außer Betrieb) · Brücke über Wasserlauf |                      | Zuid-Willemsvaart     | Zuid-Willemsvaart     |
| Verschwenkung nach links (Strecke außer Betrieb) · Verschwenkung nach rechts |                      |                       |                       |
| Bahnhof | 30,000               | Weert                 | Weert                 |
| Strecke |                      | nach Roermond         | nach Roermond         |

Die Bahnstrecke Eindhoven – Weert ist eine etwa 30 Kilometer lange Eisenbahnstrecke zwischen Eindhoven und Weert in den Niederlanden. Die zweigleisige, elektrifizierte Strecke wurde 1913 eröffnet und verläuft in den Provinzen Nordbrabant und Limburg.

## Verlauf

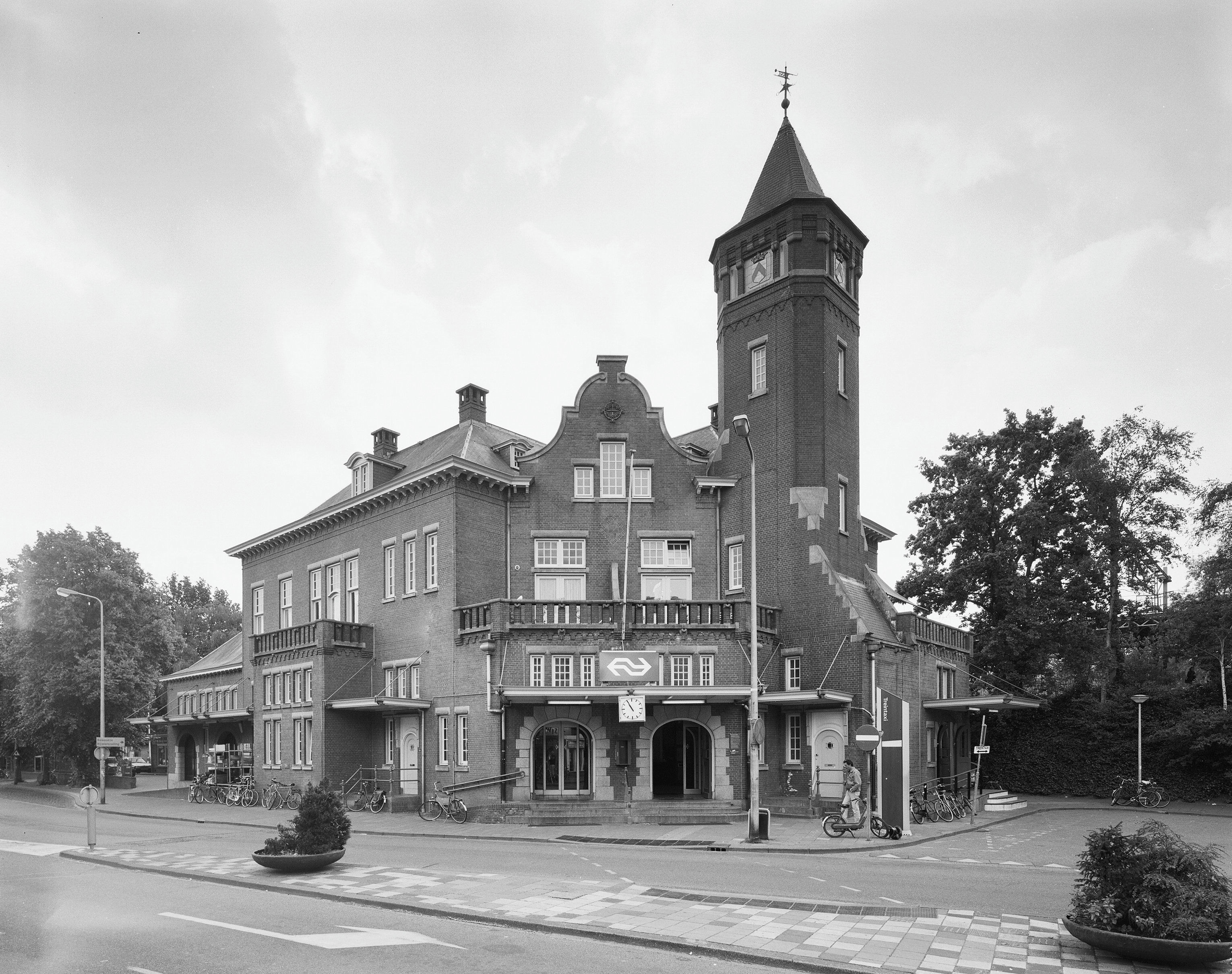
Empfangsgebäude in Weert (2001)

Die Strecke beginnt am Bahnhof Eindhoven Centraal und verlässt diesen nach Südosten. Im Eindhovener Bezirk Tongelre befand sich der erste Haltepunkt. Hinter Geldrop wendet sich die Trasse stärker nach Süden zu und bleibt im weiteren Verlauf relativ geradlinig. Der überwiegende Teil ist in Dammlage trassiert. Der Weerter Bahnhof wird von Westen erreicht, wo die Strecke in die Strecke Rheydt – Antwerpen (IJzeren Rijn) einmündet. Zwischen Maarheeze und Weert passiert die Strecke die Grenze zwischen Nordbrabant und Limburg.

## Geschichte
Die Bahnstrecke wurde ab 1910 gebaut und am 30. Oktober 1913 eröffnet. Der planmäßige Betrieb wurde am 1. November 1913 aufgenommen. Die Bahnhöfe in Eindhoven und Weert erhielten zu dieser Zeit neue Empfangsgebäude. Der Bau erfolgte, um die Staatslijn E (Breda –Eindhoven – Venlo – Maastricht) zu verkürzen, zumal diese im betroffenen Abschnitt noch eingleisig war. Durchgehende Züge benutzten nach und nach die neue Verbindung, mit dem Anstieg der Kohletransporte verlagerte die Maatschappij tot Exploitatie van Staatsspoorwegen auch zunehmend Güterzüge auf die Strecke.

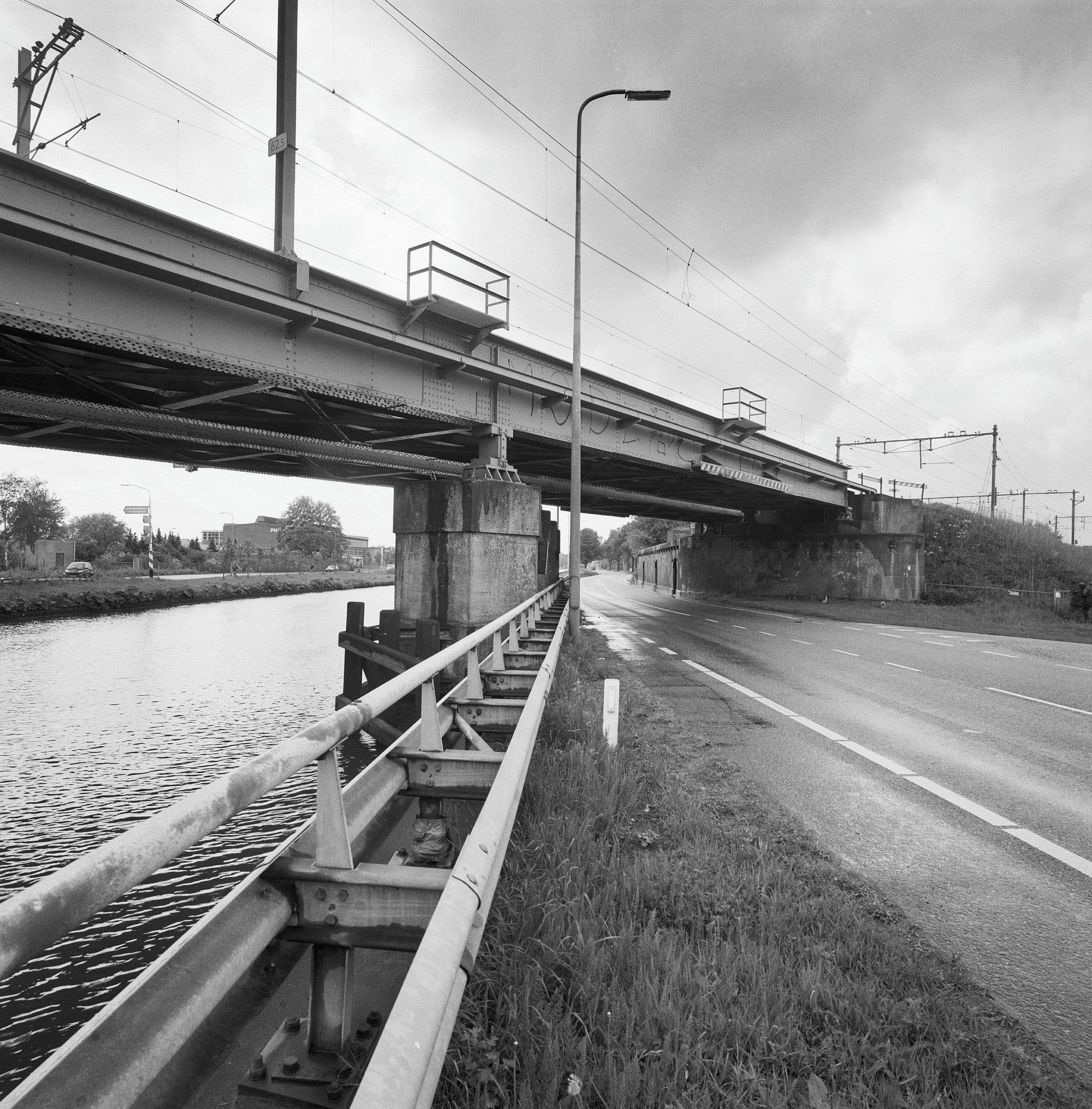
Brücke über die Zuid-Willemsvaart bei Weert, im Hintergrund sind die Widerlager der beiden nicht wieder aufgebauten Brückenzüge zu erkennen (2002).

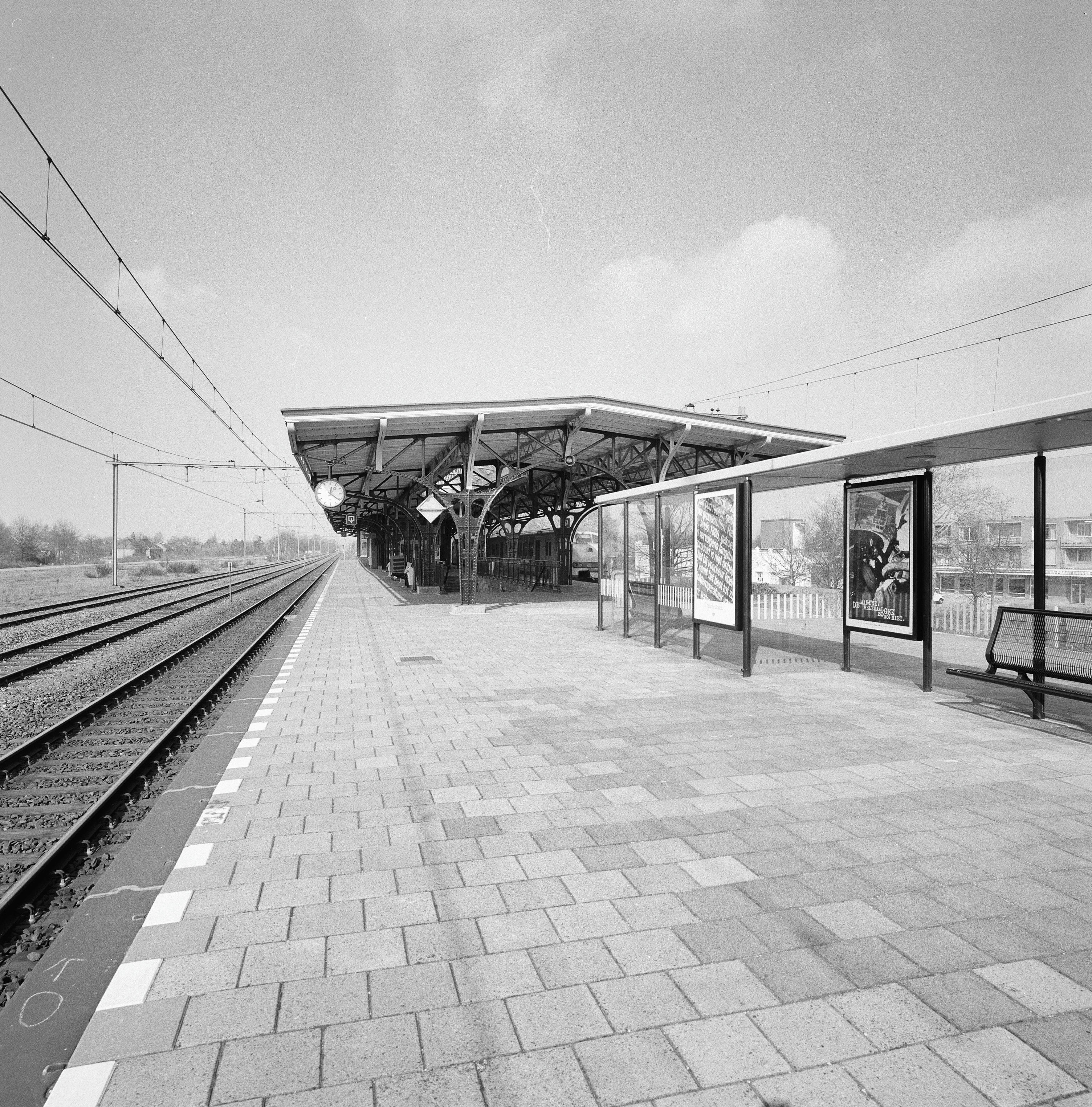
Bahnsteig in Geldrop (1997)

In den 1930er Jahren schlossen die Nederlandse Spoorwegen (NS) alle Zwischenhalte bis auf den Bahnhof Heeze. Der Bahnhof Geldrop ging nach zwei Jahren wieder in Betrieb. Während des Zweiten Weltkrieges wurden die vier Brücken über die Zuid-Willemsvaart gesprengt, nach Kriegsende baute man zwei Überzüge wieder auf. Seitdem befindet die Trennstelle von der Strecke mit dem IJzeren Rijn westlich des Kanals. 1949 elektrifizierte die NS die Strecke mit Gleichstrom. 1960 erhielt der Bahnhof Heeze-Leende die Bezeichnung Heeze. 1977 erfolgte seine Verlegung um 1,3 Kilometer nach Norden näher an das Stadtzentrum. Der alte Bahnhof blieb als Betriebsbahnhof bestehen. 2010 wurde der Haltepunkt Maarheeze in geänderter Lage wieder eröffnet.

## Verkehr
In der Anfangszeit verkehrten einige Schnellzüge zwischen der Randstad und Maastricht über die Strecke, sie wurden von Personenzügen ergänzt, die an allen Unterwegsbahnhöfen hielten. Nach dem Zweiten Weltkrieg weitete die NS das Angebot schrittweise aus, sodass nahezu sämtliche Schnellzüge in Richtung Limburg die Verbindung befahren. In den 1950er Jahren fuhren zweistündlich je ein Schnellzugpaar in den Relationen Amsterdam – Maastricht und Rotterdam / Den Haag – Utrecht – Maastricht / Heerlen mit Halt an allen Unterwegsbahnhöfen an der Strecke. Mit dem Jahresfahrplan 1970 wurde das Angebot auf je ein stündlich verkehrendes IC-Zugpaar Zandvoort –Maastricht beziehungsweise Zandvoort – Heerlen ausgeweitet. Hinzu kommen stündlich verkehrende Sprinter zwischen Eindhoven und Weert.